# 松井田町坂本
松井田町坂本（まついだまちさかもと）は、群馬県安中市の地名。旧碓氷郡松井田町大字坂本にあたる地名である。郵便番号は379-0307。
江戸時代の坂本宿にあたる場所である。

## 地理

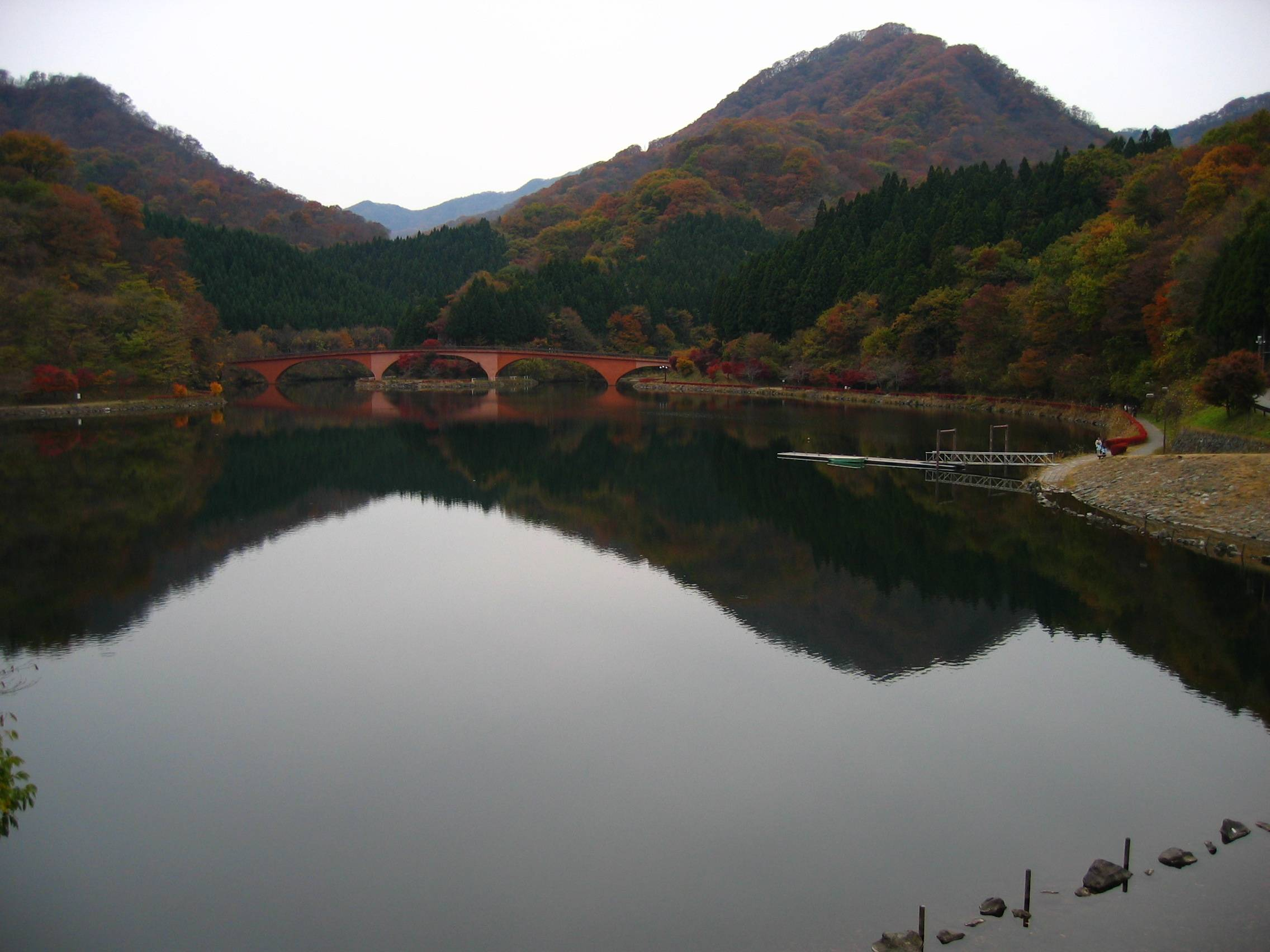
碓氷湖

碓氷川最上流域に位置し、碓氷湖と霧積湖がある。廃線になった信越本線の廃線跡を生かした遊歩道のアプトの道があり、碓氷第三橋梁などの遺構が残っている。
長野県との県境に位置し、国道18号の碓氷峠がある。

### 河川
- 碓氷川

### 湖沼
- 碓氷湖
- 霧積湖

## 歴史

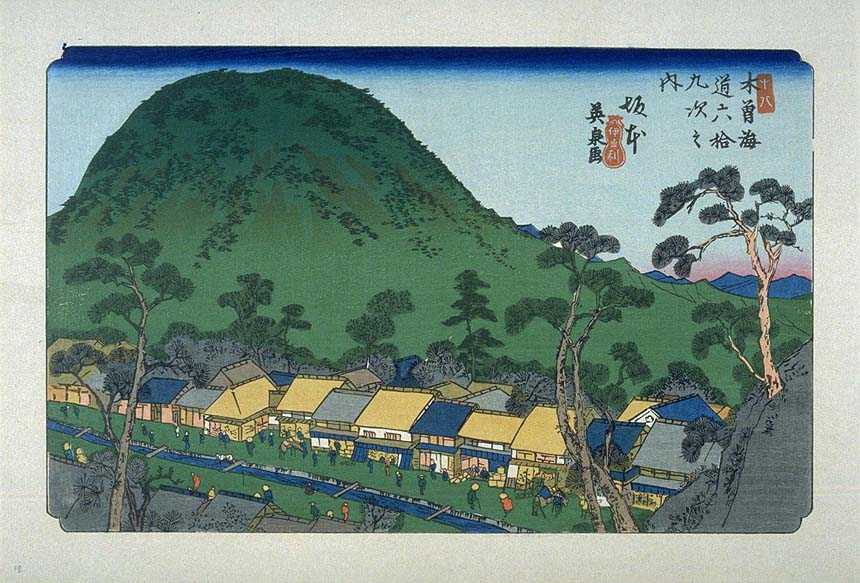
木曾街道六拾九次 坂本（渓斎英泉画）

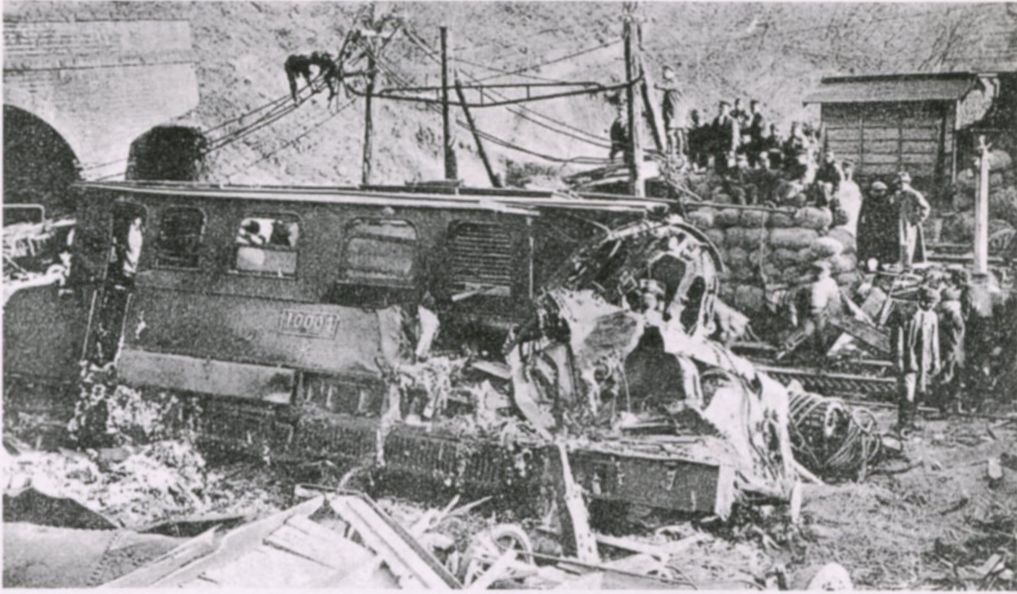
信越本線熊ノ平駅列車脱線事故

平安時代ごろからある地名である。碓氷郡八郷の1つであった。江戸時代に入ると安中藩領であり、寛永2年には地割りが完成し、中山道の宿場町としての形態が整った。

### 年表
- 1889年 - 町村制施行により碓氷郡松井田町、臼井町、坂本町、西横野村、九十九村、細野村が成立し、碓氷郡坂本町となる。
- 1893年（明治26年）4月1日 - 信越本線横川 - 軽井沢間が開通し、当町に熊ノ平信号場が、給水給炭所として設置される。
- 1918年（大正7年）3月7日 - 信越本線熊ノ平駅列車脱線事故が起こる。
- 1950年（昭和25年）6月8日 - 熊ノ平駅構内で土砂災害。同年6月29日、坂本中学校で合同慰霊祭が開かれた[6]。
- 1954年 - 松井田町、臼井町、坂本町、西横野村、九十九村、細野村の6町村が合併して新たに碓氷郡松井田町坂本となる。
- 1958年（昭和33年） - 建設省（現・国土交通省）による砂防事業の一環として、現在の坂本ダムにあたる砂防堰堤が建設される[7]。
- 1994年（平成6年） - ダム再開発事業として補強工事などを行い、坂本ダムが完成する。
- 1997年（平成9年）9月30日 - 北陸新幹線（高崎駅 - 長野駅間）先行開通に伴い、信越本線横川 - 軽井沢間が廃止される。
- 2001年（平成13年）4月 - 碓氷峠の森公園交流館「峠の湯」がオープンする。
- 2006年3月18日 - 松井田町が安中市と合併し、安中市松井田町坂本となる。

### 地名の由来
碓氷峠の坂の下にあることに由来する。

## 世帯数と人口
2017年（平成29年）7月31日現在の世帯数と人口は以下の通りである。
| 町丁         | 世帯数  | 人口  |
| ------------ | ------- | ----- |
| 松井田町坂本 | 142世帯 | 321人 |

## 教育
市立小・中学校に通う場合、学区は以下の通りとなる。
| 番地 | 小学校               | 中学校               |
| ---- | -------------------- | -------------------- |
| 全域 | 安中市立松井田小学校 | 安中市立松井田中学校 |

## 交通

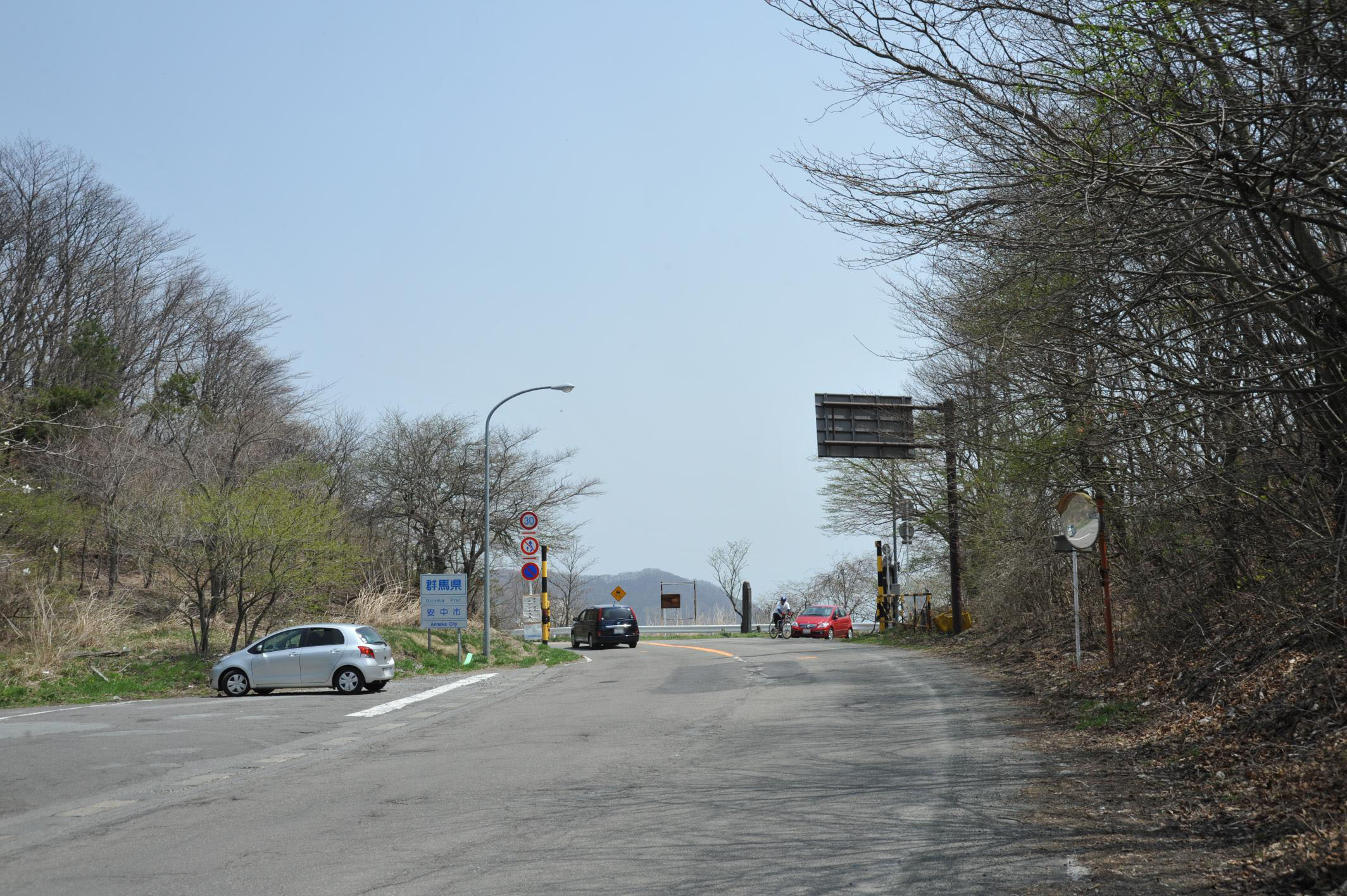
碓氷峠

### 鉄道
鉄道駅はないが、北陸新幹線が通過している。
1997年の廃止以前は信越本線が同町を通っており、町内には碓氷第三橋梁や旧熊ノ平駅など多くの鉄道遺産が残されている。また、峠の湯から旧信越本線の線路を使用した観光用路線として碓氷峠鉄道文化むらまでシェルパくんというトロッコが走っている。

### 道路
国道は国道18号が通過。碓氷峠の所在地である。県道は群馬県道56号北軽井沢松井田線が通過。
旧信越本線の廃線跡を利用した遊歩道であるアプトの道が通っている。

## 施設

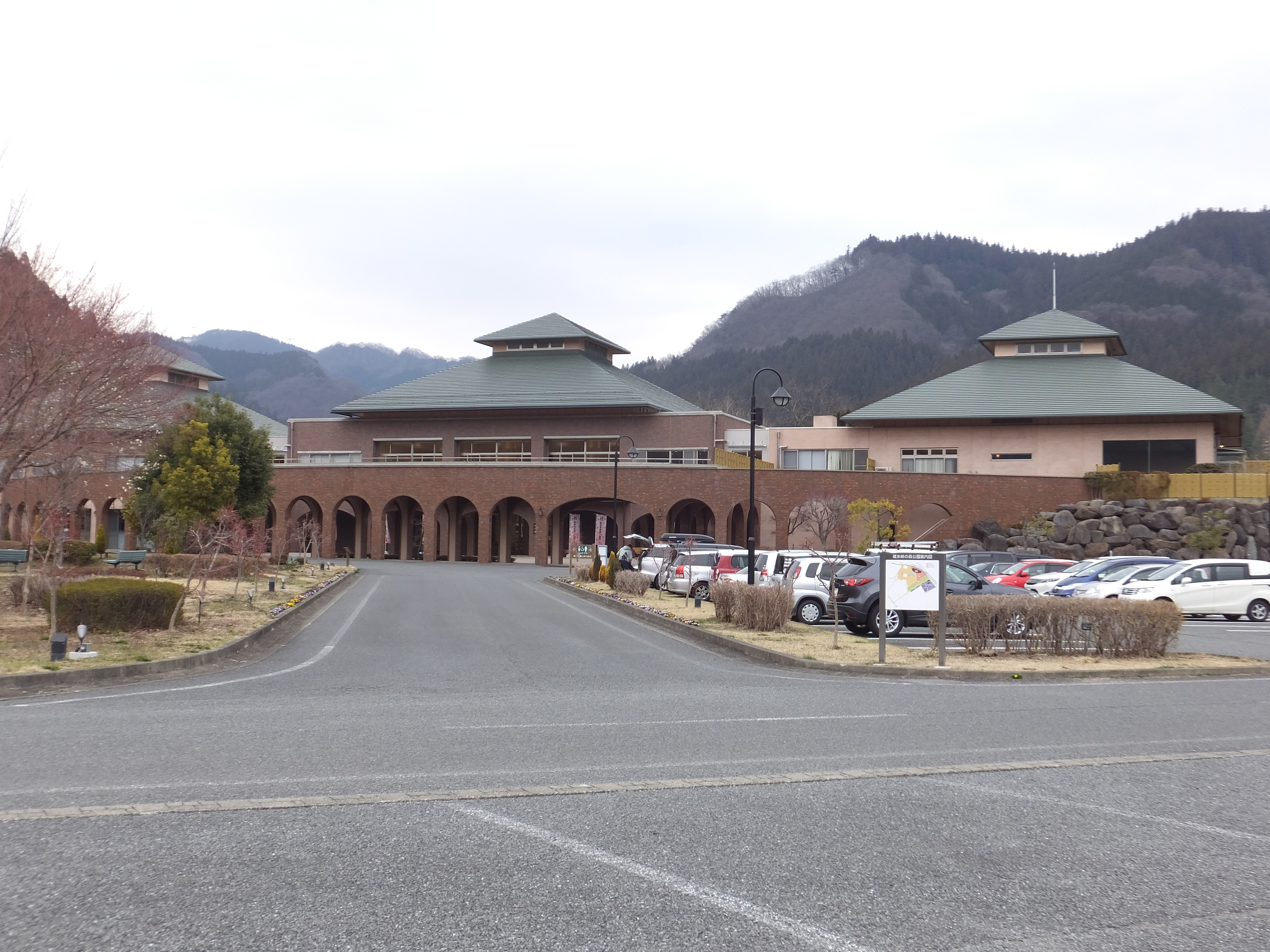
碓氷峠の森公園交流館「峠の湯」

- 碓氷第三橋梁
- 旧熊ノ平駅
- アプトの道
- 碓氷峠の森公園交流館「峠の湯」
- 霧積温泉
- 坂本ダム

## 避難所

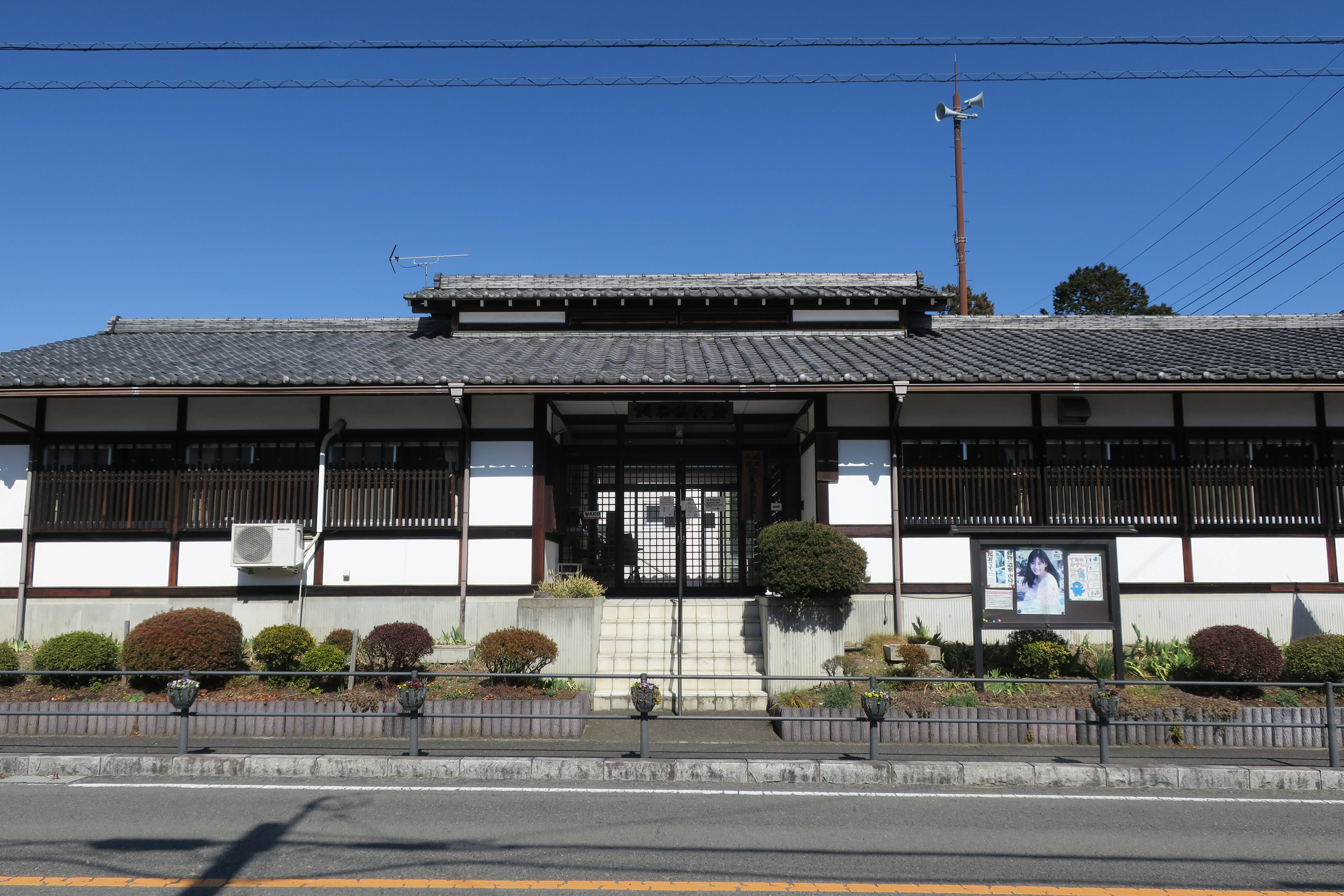
坂本公民館

指定緊急避難場所
- くつろぎの郷[9]
- 坂本公民館

指定避難所
- 坂本体育館  [10]